# Puntius meingangbii
Puntius meingangbii és una espècie de peix cipriniforme de la família dels ciprínids que es troba a Manipur (Índia).